# Softcore Jukebox
Softcore Jukebox – kompilacja wydana 7 października 2003 przez członków zespołu Ladytron, prezentująca wiele różnych gatunków muzycznych, od rocka po hip-hop. Zawiera ona również dwa utwory w wykonaniu Ladytron – remiks „Blue Jeans” przemianowany na „Blue Jeans 2,0” oraz cover Tweet z Oops Oh My. Okładka wydaje się być hołdem dla Roxy Music Country Life.

## Lista utworów
1. „Soon” – My Bloody Valentine
2. „Hit the North, Part 1” – The Fall
3. „What's a Girl to Do” – Cristina
4. „Peng” – Dondolo
5. „The 15th” – Wire
6. „Blue Jeans 2.0” – Ladytron
7. „Saviour Piece” – Snap Ant
8. „Big” – New Fast Automatic Daffodils
9. „Feel Good Hit of the Fall” – !!!
10. „Teenage Daughter” – Fat Truckers
11. „Hey Mami (Sharaz Mix)” – Fannypack
12. „Manila (Headman Remix)” – Seelenluft
13. „You Got the Love” – The Source/Candi Staton
14. „Crazy Girls” – Codec and Flexor
15. „Oops Oh My” – Ladytron
16. „Send Me a Postcard” – Shocking Blue
17. „Twins” – Pop Levi
18. „Some Velvet Morning” – Lee Hazlewood and Nancy Sinatra